# Relaciones Grecia-Polonia
Las relaciones greco-polacas son las relaciones entre Grecia y Polonia. Ambos países son miembros de pleno derecho de la OTAN, la Unión Europea, la Iniciativa Tres Mares, la OCDE, la OSCE, el Consejo de Europa y la Organización Mundial del Comercio. En Polonia viven unas 4.000 personas de ascendencia griega y en Grecia más de 20.000 de ascendencia polaca. Grecia ha apoyado plenamente la adhesión de Polonia a la Unión Europea y a la OTAN.

## Historia
Desde la antigüedad ha habido contactos directos e indirectos entre Grecia y Polonia. Históricas ciudades griegas de la actual Ucrania mantuvieron contactos con el pueblo polaco. Durante la Edad Media, autores, políticos y filósofos polacos se vieron influidos por la literatura, la democracia y el sentido de la libertad griegos. Los griegos, muchos de ellos comerciantes, vivieron en Polonia desde la Baja Edad Media (véase Griegos en Polonia).
Desde el siglo XIX ambas naciones han compartido a menudo un destino similar, y su historia se ha entrelazado en ocasiones. En el siglo XIX ambas estaban bajo el dominio de potencias extranjeras. Grecia estaba gobernada por el Imperio Otomano, y Polonia estaba dividida entre Austria, Prusia (posteriormente Alemania) y Rusia. Grecia recuperó finalmente su independencia durante la Guerra de Independencia griega en la década de 1820, en la que voluntarios polacos también lucharon del lado de los griegos, incluyendo la Batalla de Peta y la defensa de Missolonghi. Varios levantamientos polacos del siglo XIX fracasaron, y Polonia no recuperó la independencia hasta después de la Primera Guerra Mundial, en 1918. En 1919 ambos países establecieron oficialmente relaciones diplomáticas. Ambas naciones intercambiaron embajadores en 1922. En el periodo de entreguerras se firmaron varios acuerdos entre Grecia y Polonia, entre ellos un tratado de comercio y navegación en 1930 y un tratado de amistad y conciliación en 1932. En 1937-1939, tanto los polacos como los griegos de la Unión Soviética fueron objeto de campañas genocidas llevadas a cabo por el NKVD, conocidas como la Operación Polaca y la Operación Griega, respectivamente.

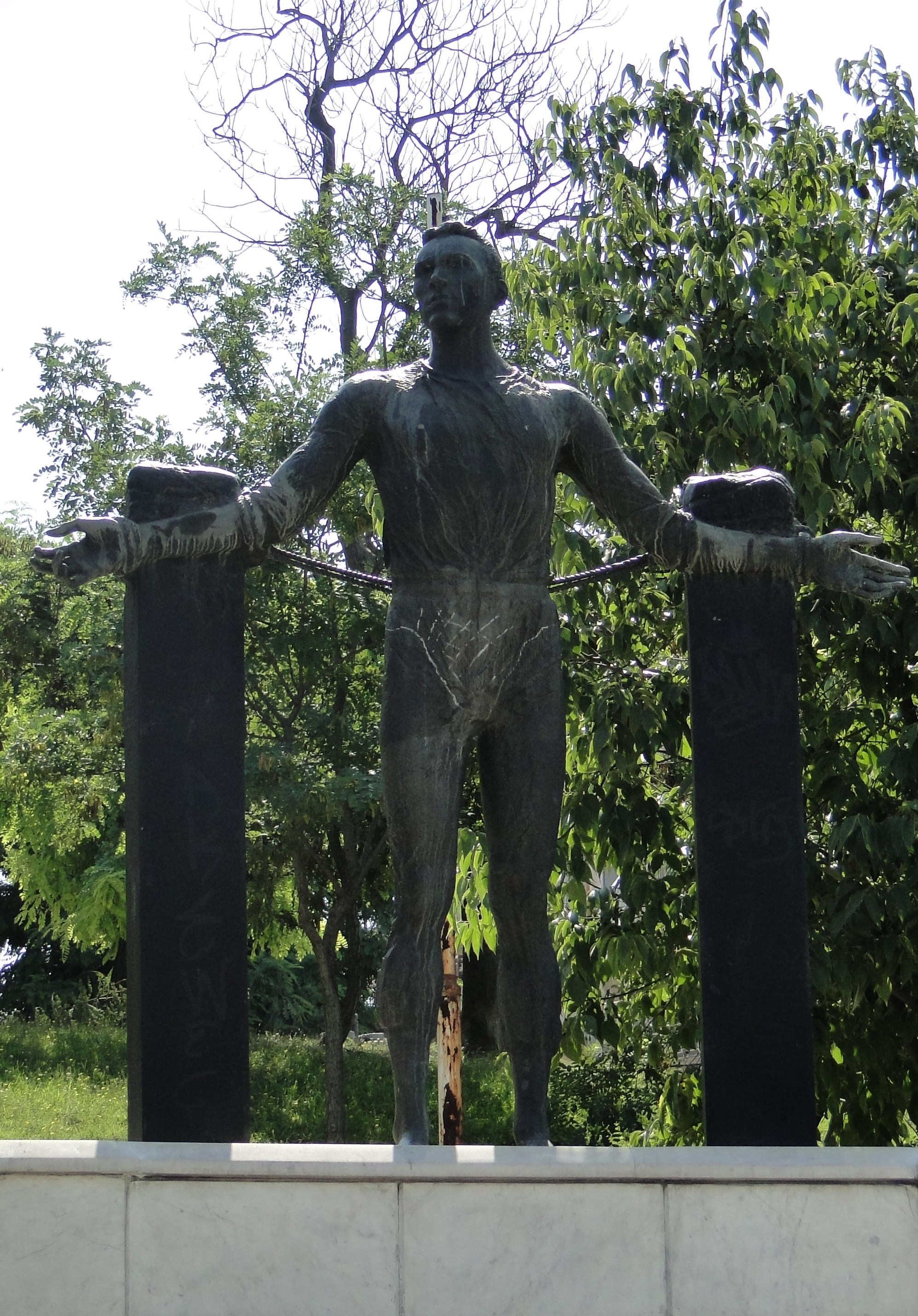
Monumento a Jerzy Iwanow-Szajnowicz en Salónica

Durante la invasión germano-soviética de Polonia, que dio comienzo a la Segunda Guerra Mundial en 1939, Grecia se declaró neutral. A pesar de ello, algunas de las rutas de escape de los polacos que huían de la Polonia ocupada a Hungría y Rumanía pasaban por Grecia. Los polacos eran transportados desde los puertos griegos, a bordo de barcos polacos, griegos y de otras nacionalidades, a Francia, aliada de Polonia, donde se reconstituyó el ejército polaco para continuar la lucha contra Alemania. Finalmente, Grecia, temerosa de Alemania, se negó a seguir permitiendo la evacuación de polacos a bordo de barcos griegos, y surgieron dificultades, lo que provocó que la ruta de escape se desviara a Bulgaria. En 1941 había entre 100 y 194 refugiados polacos, entre ellos judíos polacos, en Grecia. En 1940-1941 la embajada polaca en Atenas y el gobierno polaco en el exilio intentaron evacuar a los refugiados de Grecia, incluidos los judíos polacos a la Palestina británica, pero Gran Bretaña, aliada de Polonia y Grecia, no estuvo de acuerdo. Finalmente, Grecia también fue invadida por Alemania e Italia en 1941, y la embajada polaca fue cerrada. Jerzy Iwanow-Szajnowicz, un polaco que trabajó para los servicios de inteligencia polacos y británicos en la Grecia ocupada, se convirtió en un héroe de la resistencia griega, conmemorado con un monumento en Salónica. Los prisioneros de guerra griegos fueron retenidos por los alemanes, junto con prisioneros de guerra polacos y aliados, en los campos de Stalag Luft III y Stalag VIII-B. Seis polacos y un griego fueron víctimas de los asesinatos perpetrados por los alemanes en Stalag Luft III.
En 1946, Grecia entró en una guerra civil en la que más de 14.000 griegos emigraron y encontraron refugio en Polonia tras la derrota de los comunistas en Grecia en 1949. Los griegos se asentaron principalmente en las ciudades y pueblos polacos de Zgorzelec, Breslavia, Bielawa, Bielsko-Biała, Dzierżoniów, Gdynia, Jelenia Góra, Katowice, Cracovia (en el distrito de Nowa Huta), Legnica, Lubań, Niemcza, Szczecin, Świdnica, Wałbrzych y Varsovia.
En 1976 se firmó en Atenas un tratado de cooperación cultural y científica entre Grecia y Polonia, y en 1987 se firmó en Atenas un acuerdo para evitar la doble imposición.
Un nuevo tratado de amistad y cooperación se firmó en 1998.
En 1981, Grecia ingresó en la Unión Europea. Polonia se incorporó a la unión en 2004. Desde el ingreso de Polonia en la Unión, más de 20.000 polacos han emigrado a Grecia en busca de empleo; sin embargo, desde la crisis de la deuda pública griega que comenzó en 2009, muchos polacos han regresado y muchos griegos han emigrado a Polonia en busca de empleo.
Un contingente militar polaco participó en una misión de la OTAN para ayudar a Grecia a garantizar la seguridad durante los Juegos Olímpicos de verano de 2004.
En febrero de 2021, el Sejm (Parlamento polaco) aprobó por aclamación una resolución conmemorativa del 200 aniversario de la Guerra de Independencia griega, tras la cual Grecia recuperó su soberanía.
En agosto de 2021, Polonia envió a Grecia un grupo de 143 bomberos y 46 vehículos para ayudar a extinguir los incendios forestales de Grecia 2021. Durante la operación, los bomberos polacos salvaron del fuego a la ciudad de Vilia.
En julio de 2023, Polonia envió 149 bomberos y 49 vehículos para ayudar a extinguir los incendios forestales de Grecia 2023, e incluso han protegido a Atenas de cualquier incendio forestal que pudiera alcanzarla.

## Visitas de altos funcionarios
Visitas de Grecia a Polonia

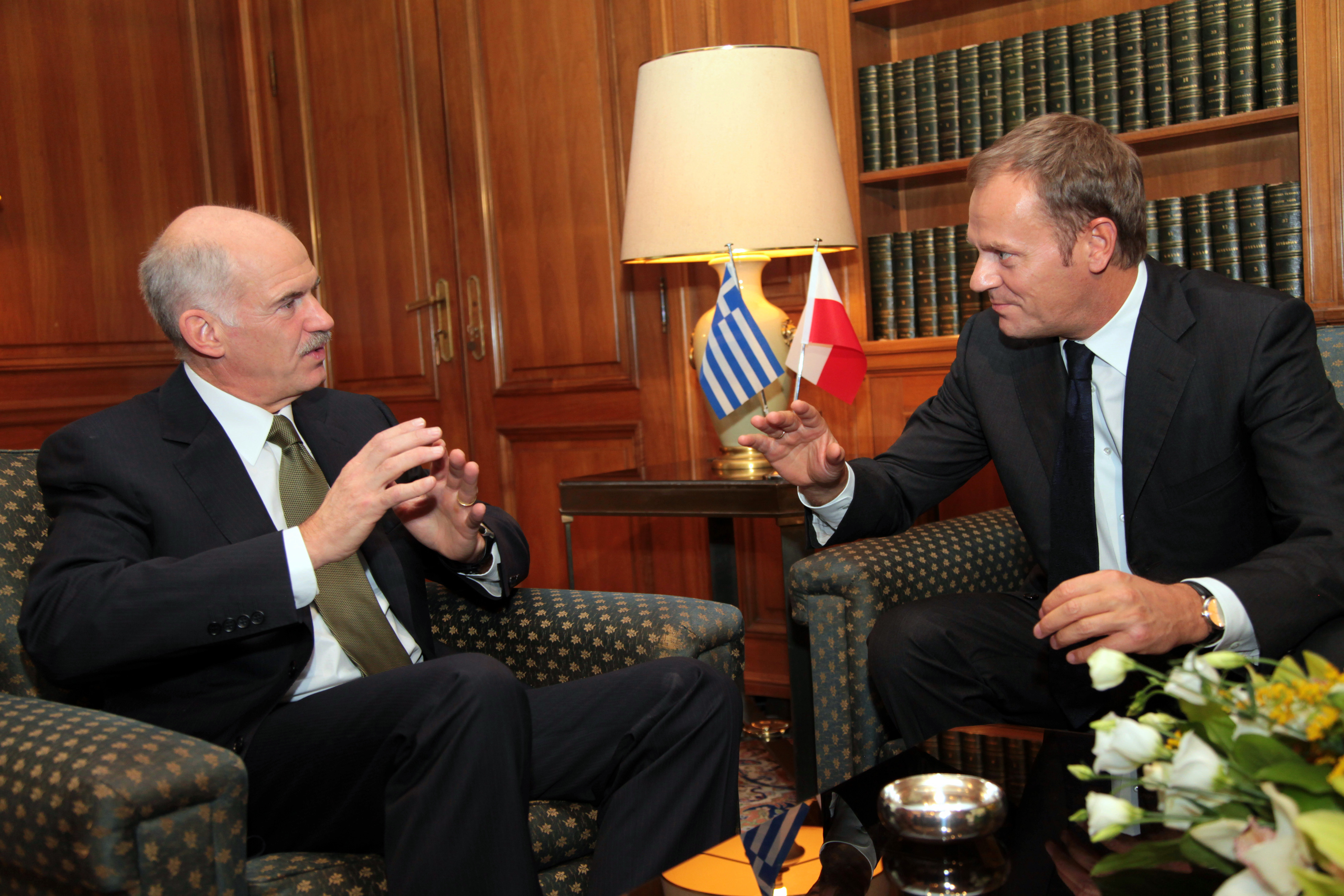
El primer ministro de Grecia, George Papandreou, y el primer ministro de Polonia, Donald Tusk, en Grecia en 2009.

- Primer Ministro Kostas Simitis (2003)
- Presidente Karolos Papoulias (2013)

Visitas de Polonia a Grecia
- Presidente Aleksander Kwaśniewski (2003)
- Primer Ministro Leszek Miller (2003)
- Primer Ministro Donald Tusk (2009)
- Presidente Andrzej Duda (2017)

## Tratados bilaterales
Fuente: 
- Memorando de entendimiento mutuo sobre cooperación en la industria de defensa (Varsovia, 29 de junio de 2004);
- Acuerdo de cooperación económica, científica y técnica en agricultura y economía alimentaria (Atenas, 7 de septiembre de 1995);
- Acuerdo de Cooperación en Ciencia y Tecnología (Varsovia, 9 de noviembre de 1998);
- Acuerdo para evitar la doble imposición (28 de mayo de 1987).

## Transporte
Hay vuelos directos entre Grecia y Polonia con las siguientes compañías aéreas: Aegean Airlines, Ryanair, LOT Polish Airlines, Small Planet Airlines, SmartWings y Wizz Air.

## Unión Europea
Grecia entró en la UE en 1981. Polonia se unió en 2004. 

## OTAN
Grecia entró en la OTAN en 1952. Polonia se unió a la OTAN en 1999.

## Misiones diplomáticas permanentes
- Grecia tiene una embajada en Varsovia.
- Polonia tiene una embajada en Atenas.

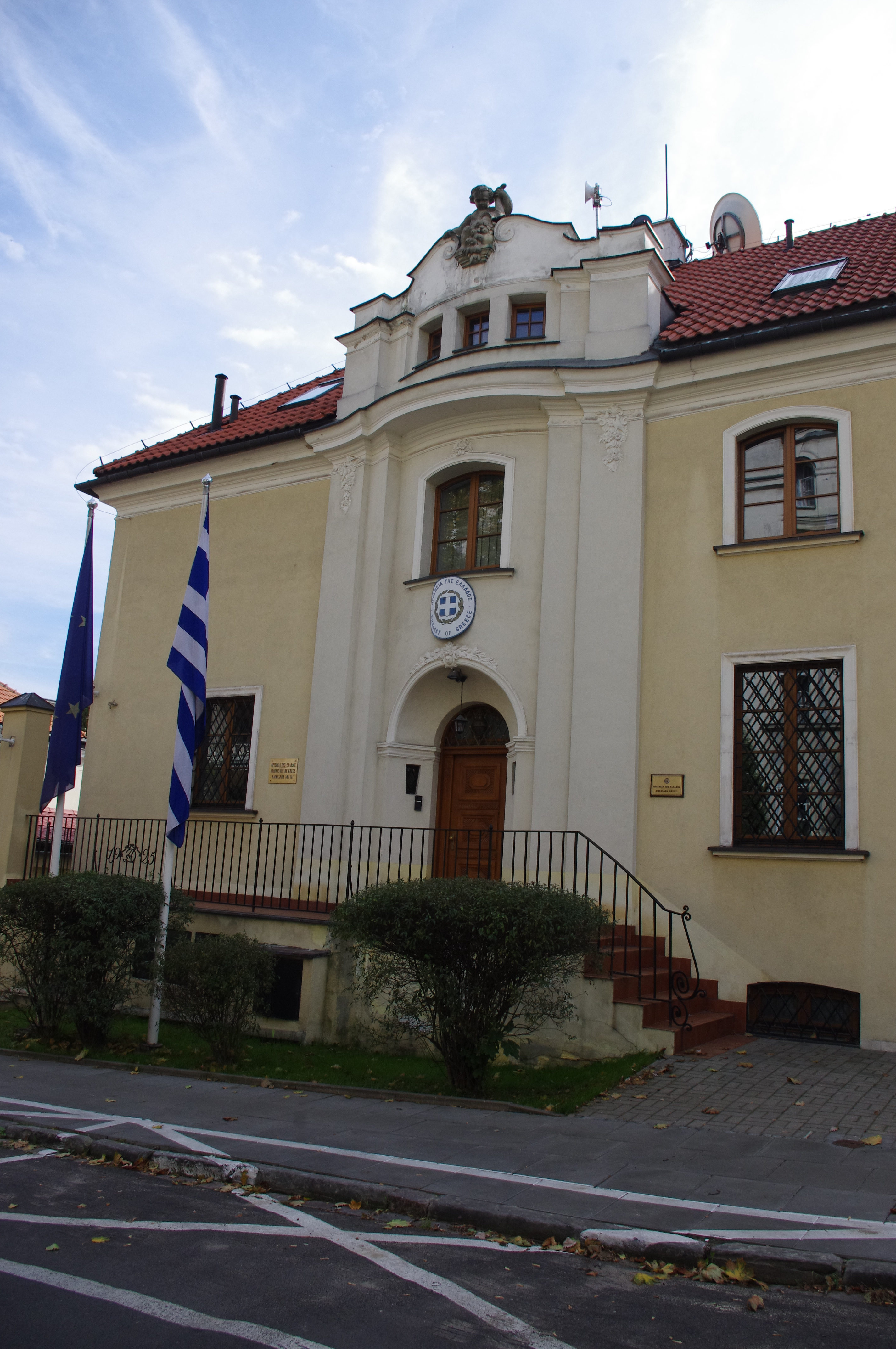
Embajada de Grecia en Varsovia
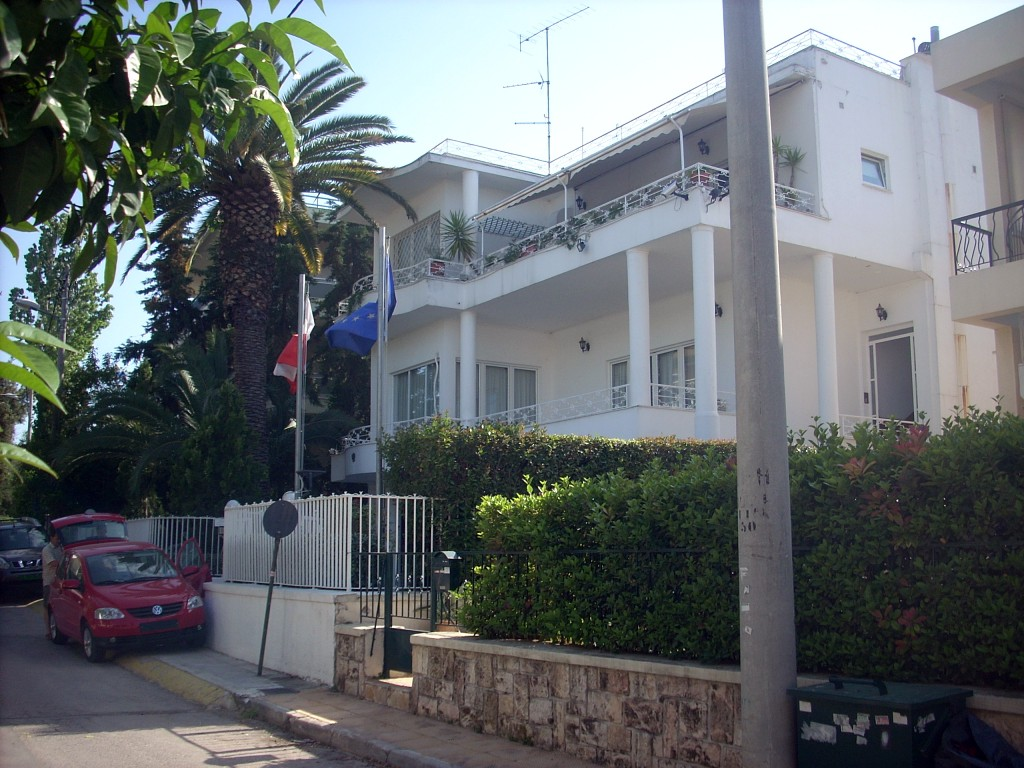
Embajada de Polonia en Atenas

## Consulados honoríficos
Hay consulados honoríficos de Polonia en Heraclión,El Pireo, Rodas y Salónica. 